# Outplacement
Outplacement je proces účinné pomoci lidem v tak obtížné životní situaci, jakou je ztráta zaměstnání.
Zahrnuje v sobě poradenství zaměstnancům v oblasti pracovního práva, zdravotního a sociálního zabezpečení, komunikaci s úřadem práce, školení v otázkách hledání nového místa, psaní životopisu, cvičné pohovory, komunikaci s potenciálními zaměstnavateli, informace o pracovních místech z různých zdrojů (jako jsou noviny, internet, osobní kontakty, nebo databáze úřadu práce) a v neposlední řadě by měl zahrnovat i psychickou podporu a pomoc. Velmi nápomocná může být pro odcházející zaměstnance příručka, která shrnuje důležité body a plní úlohu rádce. Outplacement je pomocnou rukou podanou odcházejícímu zaměstnanci, ale zároveň pomáhá i těm, kteří v organizaci zůstali. Pokud totiž vědí, že je propuštěným poskytnuta podpora při hledání jejich dalšího uplatnění, lépe se se situací vyrovnávají.

## Co je outplacement
Jak uvádí Armstrong v publikaci Řízení lidských zdrojů:nejnovější trendy a postupy (2007), outplacement je činnost firem, která zahrnuje pomoc nadbytečným pracovníkům při hledání náhradního zaměstnání. Nejde jen o pomoc s hledáním nové pracovní profese, ale také o konzultace, které mají propuštěnému zaměstnanci pomoci vyrovnat se s novou situací (duševní otřes, změna kariéry, nové pracovní cíle), zejména po dlouhodobé spolupráci se zaměstnavatelem. Personální útvar firmy nebo specializovaná firma na konzultování propuštěných zaměstnanců může vytvořit zvláštní pracovní skupinu, kde se lidé mohou naučit, jak správně napsat životopis a jak se připravit na přijímací pohovor. Pokud poradenská společnost působí také jako pracovní agentura, lze poradenskou činnost propojit s přímou nabídkou volných pracovních míst. Buď je mu vhodná pozice nabídnuta ihned nebo zůstane po určitou dobu (např. 3 měsíce) v evidenci a po tuto dobu se zjišťuje, jestli by nebylo pro zaměstnance uplatnění u typově vhodné firmy.[zdroj?]
Podle Eggerta (Outplacement: A guide to management and delivery, 1991) může proces umisťování propuštěných zaměstnanců probíhat například následujícím způsobem:
1. Diskuze o problémech souvisejících s propuštěním zaměstnance
2. Poskytnutí všech dosavadních úspěchů a zkušeností – výčet dosavadních pracovních pozic
3. Vytvoření seznamu dovedností zaměstnance, které by mohly být zužitkovány v budoucím zaměstnání
4. Osobní vyjádření zaměstnance o dvaceti až třiceti slovech o tom, co by mělo být prezentováno na trhu práce
5. Přehled konkrétních úspěchů, které podpoří osobní profil propuštěného pracovníka
6. Výběr tří možných typů zaměstnání, které by měly být hledány
7. Posouzení osobního profilu propuštěného zaměstnance psychologem
8. Zpracování a odsouhlasení životopisu
9. Hledání příležitostí na trhu práce
10. Účast na modelových výběrových pohovorech
11. Plán kampaně k hledání zaměstnání

## Životopis
Životopis neboli Curriculum vitae je dnes už nepostradatelným nástrojem pro hledání vhodné pracovní pozice na pracovním trhu. Avšak pro propuštěné zaměstnance nemusí být snadný úkol napsat životopis, jelikož se po propuštění mohou sami podhodnocovat. Proto na pomoc přicházejí poradci pro umisťování pracovníků. Při psaní životopisu je důležité umět se „prodat“, jelikož tento dokument je prvním kontaktem se zaměstnancem. Curriculum vitae musí obsahovat nejenom podrobnosti o odborné kvalifikaci, vzdělání a osobních údajích, ale také zejména nejdůležitější oblasti praxe od nejnovějších po nejstarší. U každé vykonávané pracovní pozice je důležité zmínit přehled úspěchů, která budou působit pozitivně. Cílem je u čtenáře vyvolat pozitivní názor, tudíž je dobré začínat slovy „navrhl“, „vypracoval“, „zavedl“, „zvýšil“.
Outplacement je výhodný pro obě strany – propuštěný zaměstnanec najde díky firemnímu programu rychleji práci a firma si udrží svoji dobrou pověst na trhu práce a všeobecné povědomí o firmě jako o dobrém zaměstnavateli. Navíc posílí motivaci svých stávajících zaměstnanců, jelikož jim tímto dává firma najevo, že o ně pořád stojí. Pokud se se zaměstnancem při propuštění špatně zachází, může to ovlivnit celkový chod organizace. Pracovník může ze vzdoru napomáhat konkurenci předáváním citlivých informací o firmě nebo během výpovědní lhůty výrazně zvolní pracovní tempo, přestane komunikovat či dokonce záměrně ničí výsledky své předchozí práce nebo práce ostatních.[zdroj?]

## Outplacement v Česku
V České republice tento trend zatím není moc rozšířený, na rozdíl od Velké Británie, která má s outplacementem dlouholeté zkušenosti. Více než 80 % tamních firem neřeší při propouštění jen peníze, ale zaměřují se zejména na budoucnost pracovníka a jeho další možnosti na trhu práce.
V ČR je outplacement rozšířenou službou pro úspěšné firmy, které musí neobvykle snižovat stavy pracovníků, často nadnárodní a velké společnosti, banky, farmaceutické firmy, kde většinou probíhá hromadné propouštění lidí a rozhodnutí managementu tak dopadá na desítky, či dokonce stovky lidí. Nejčastěji je užívána u vrcholových manažerských, nebo specializovaných či nedostatkových odborných pozic. Cílem je zajistit důstojné rozloučení pro obě strany s kvalitním dlouhodobým vztahem pro firmu, nadřízeného i nadbytečného pracovníka.
U některých firem mohou pracovníci čerpat určité zaměstnanecké benefity i po určitou dobu od propuštění. Například Vodafone poskytuje zaměstnanecký tarif po dobu dvou měsíců od ukončení pracovního poměru a nabízí možnost ponechat si služební telefon.
„Podle vyjádření českých podniků jsou hlavními důvody uplatňování outplacementových procesů snaha o vytváření firemní kultury, která pozitivně ovlivňuje kvalitu výrobků a služeb a tím i spokojenost zákazníků, úsilí o zmírnění negativního dopadu odchodů na ty, kteří firmu opouštějí i na ty, kteří zůstávají, sociální aspekty zaměstnanosti a plnění legislativních povinností včetně požadavků odborů“ (Stýblo: Outsourcing a outplacement, 2005).

## Projekt Úřadu práce
Předmětem projektu Úřadu práce České republiky, zvaného Outplacement (OUT), je pomoc zaměstnancům podniků, které prochází strukturálními změnami a jsou nuceny zaměstnance propouštět. Popis projektu je k dispozici na stránkách úřadu.